# Marktkirchhof 12 (Quedlinburg)

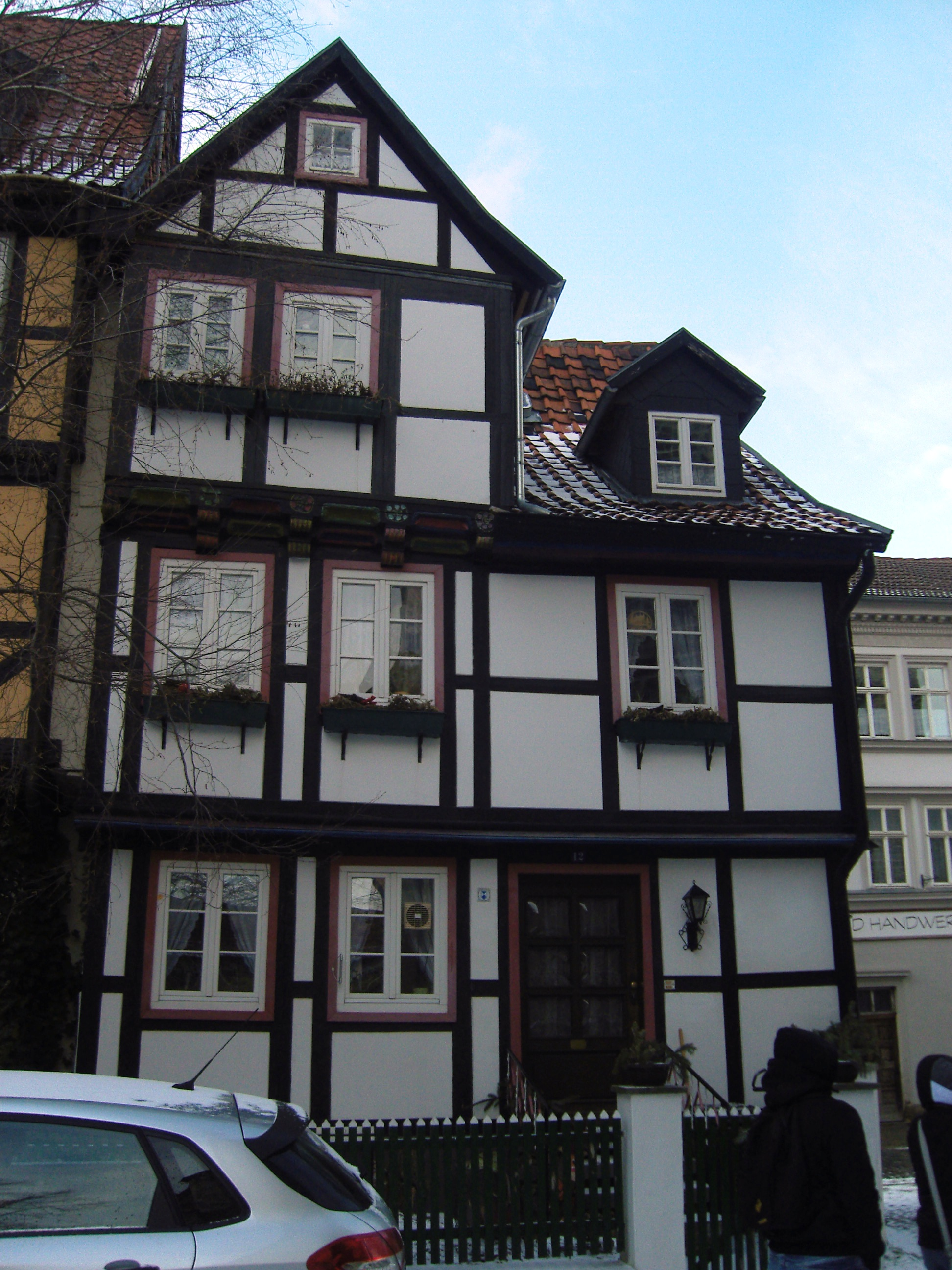
Haus Marktkirchhof 12

Das Haus Marktkirchhof 12 ist ein denkmalgeschütztes Gebäude in der Stadt Quedlinburg in Sachsen-Anhalt.

## Lage
Es befindet sich in der historischen Quedlinburger Altstadt, nördlich des Marktplatzes der Stadt. Das im Quedlinburger Denkmalverzeichnis als Wohnhaus eingetragene Gebäude befindet sich an der Westseite des Marktkirchhofs und gehört zum UNESCO-Weltkulturerbe. Es bildet den nördlichen Abschluss der Westbebauung des Platzes. Seine westliche Fassade zeigt zur Marktstraße. Südlich grenzt das gleichfalls denkmalgeschützte Haus Marktkirchhof 11 an.

## Architektur und Geschichte
Das Fachwerkhaus geht in seinem Kern auf die Zeit der Renaissance zurück. Das Erscheinungsbild der östlichen Fassade wird auf die Zeit um 1560 datiert. Zum Marktkirchhof hin besteht ein mit Schiffskehlen, Sternornamenten und Walzen verziertes Zwerchhaus. Im 18. und 19. Jahrhundert wurden die Fassaden des Hauses erneuert.